# Florent André
Florent André, né le 6 juin 1991 à Marseille, est un footballeur français qui évolue au poste de milieu de terrain.
Il participe à la saison 10 de l'émission de téléréalité des Marseillais ainsi qu’à la saison 7 de La Villa des cœurs brisés.

## Biographie
Florent André commence le football dans les équipes de jeunes de l'Olympique de Marseille puis au FC Burel où il est repéré, en 2004, par le Montpellier HSC. Il intègre alors le centre de formation du club montpelliérain et remporte, avec ses coéquipiers, la Coupe Gambardella en 2009. Il signe son premier contrat professionnel au SC Bastia en 2011. Il dispute trois rencontres avec le club bastiais qui remporte le titre de champion de France de Ligue 2 en fin de saison.
Après deux prêts à Fréjus Saint-Raphaël et à Marseille Consolat sans peu de temps de jeu, son contrat n'est pas renouvelé. Il rejoint en 2014 le Nîmes Olympique pour évoluer en équipe réserve sous licence amateur, puis un club en Roumanie.

## Palmarès
- Montpellier HSC
  - Vainqueur de la Coupe Gambardella en 2009

- SC Bastia
  - Champion de France de Ligue 2 en 2012

## Statistiques

### En club
| Saison                | Club                        | Championnat           | Championnat | Championnat | Coupe nationale | Coupe nationale | Coupe de la Ligue | Coupe de la Ligue | Total | Total |
| Saison                | Club                        | Division              | M.          | B.          | M.              | B.              | M.                | B.                | M.    | B.    |
| 2011-2012             | Sporting Club de Bastia     | 2                     | 2           | 0           | 1               | 0               | -                 | -                 | 3     | 0     |
| 2012-2013             | Fréjus Saint-Raphaël (prêt) | 3                     | 6           | 0           | 1               | 0               | -                 | -                 | 7     | 0     |
| 2013-2014             | Marseille Consolat (prêt)   | 4                     | 3           | 0           | -               | -               | -                 | -                 | 3     | 0     |
| Total sur la carrière | Total sur la carrière       | Total sur la carrière | 11          | 0           | 2               | 0               | -                 | -                 | 13    | 0     |